# Година пік

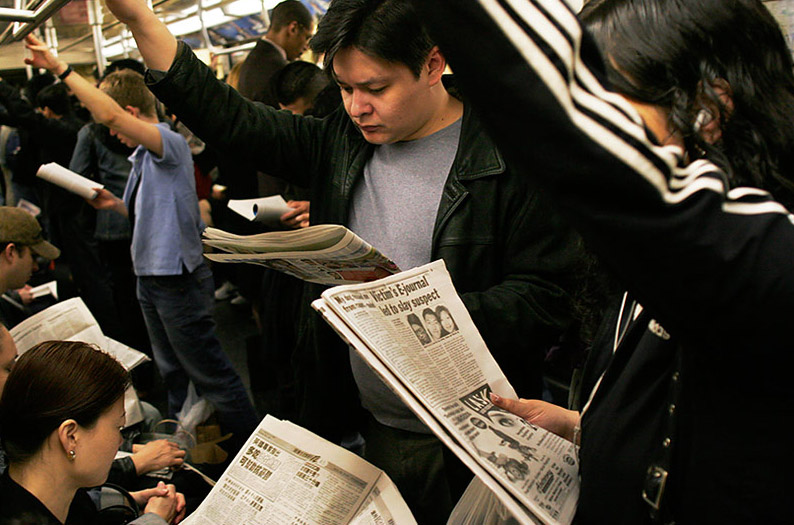
Нью-Йоркське метро в годину пік

Годи́на пік — часові проміжки найбільшого навантаження на транспортну систему міста. Стаються в будні дні, при переміщенні людей із місць проживання на роботу (з 7 до 9 год) і назад (з 17 до 19 год). Проявляються в заторах на дорогах і автомагістралях, та в переповненості систем громадського транспорту. У теплу пору року година пік також можлива й у вихідні, коли всі поспішають виїхати подалі за місто на природу відпочивати.
Відносну інтенсивність години пік вимірюють через Коефіцієнт добового приведення інтенсивності руху транспорту, що визначається як відношення інтенсивності руху (для індивідуального транспорту), або пасажиропотоку (для громадського транспорту) до добової інтенсивності/пасажиропотоку.
У місті Києві останні дослідження інтенсивності руху в години пік проводились у 2015 р., Київським міжнародним інститутом соціології на замовлення компанії «А+С Україна». За даними цих досліджень, що проводилися на основі опитувань мешканців міста щодо часу відправлень і прибуттів та подальшого статистичного аналізу, було з'ясовано, що найнапруженішою в Києві є ранкова година «пік» з 8 до 9 години і характеризується коефіцієнтом добової нерівномірності відправлень 16,18 %. Вечірня година «пік» є менш інтенсивною, проте тривалішою — з 18 до 19 години коефіцієнт добової нерівномірності відправлень складає 11,85 %, і з 19 до 20 — 10,40 %